# Парк диких тварин у Порт-Лімпн

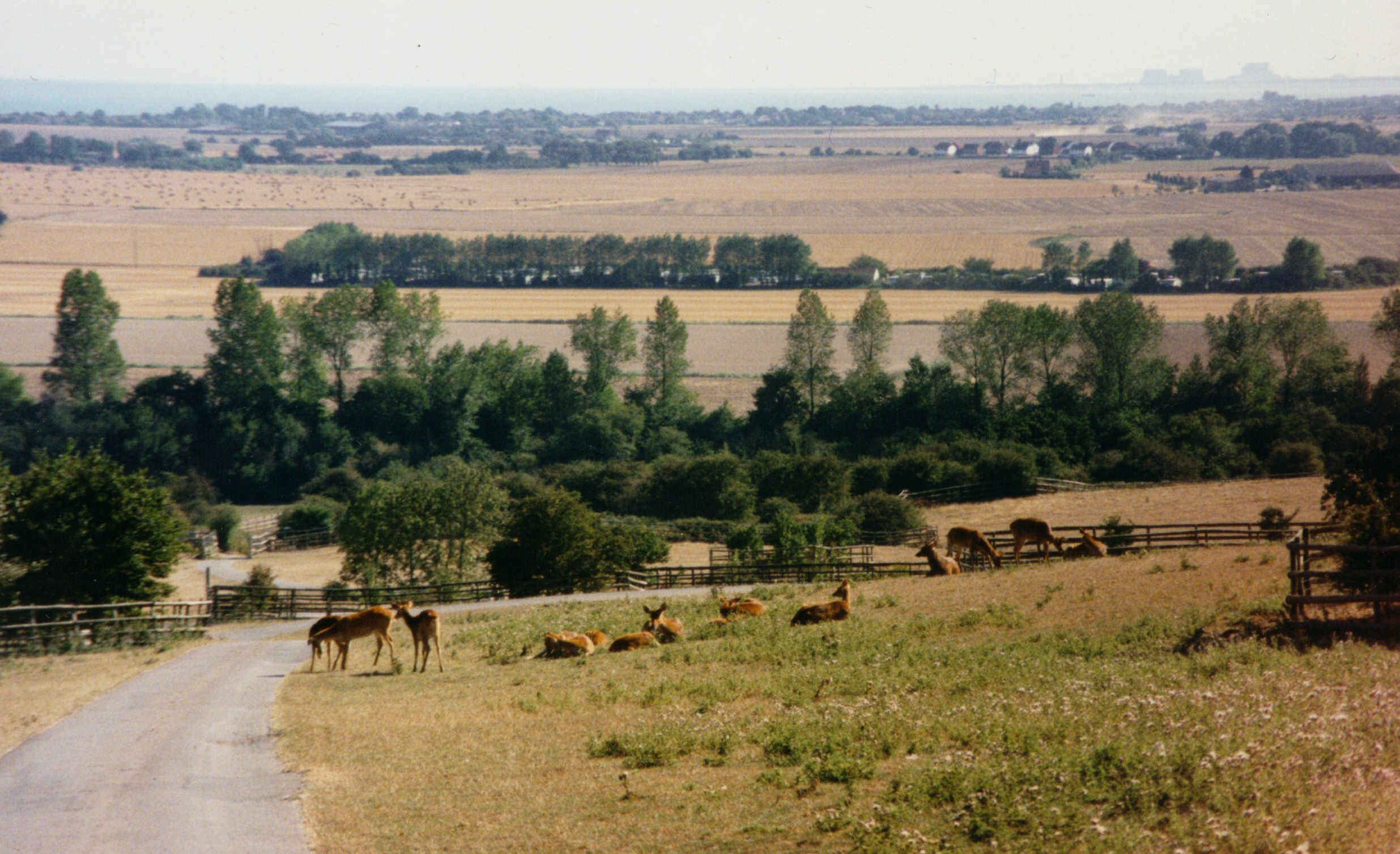
Загальний вигляд загорожі для тварин у Порт-Лімпн

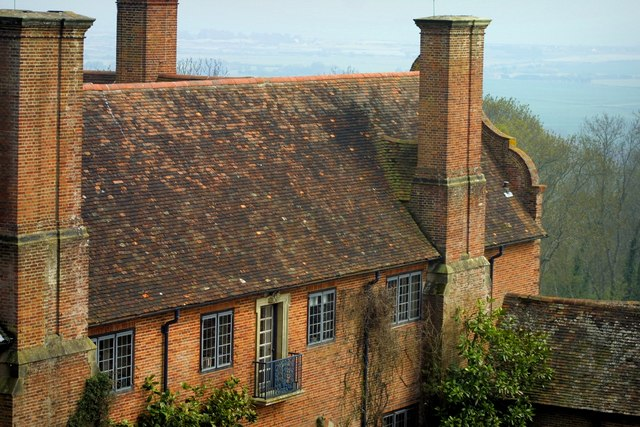
Особняк у зоопарку

Парк диких тварин у Порт-Лімпн розташований поблизу містечка Гайт в англійському графстві Кент. Його площа становить 600 акрів (2.4 кв. км) та містить історичний особняк і ландшафтні сади, створені архітектором сером Гербертом Бейкером протягом Першої світової війни.
У 1973 році Джон Еспінелл придбав маєток поряд із Лімпном, аби розв'язати проблему із нестачею простору в Хоулеттському парку дикої природи (Howletts Wild Animal Park), і 1976 року його було відкрито для публічного відвідування. Починаючи з 1984 року, парк знаходиться у власності благодійної установи (The John Aspinall Foundation).
Парк у Порт-Лімпн складається з чотирьох пішохідних зон, що мають відповідні назви: Basecamp (базовий табір), Discovery Zone (зона відкриттів), Carnivore Territory (територія м'ясоїдних) та the Primate Trail (стежка приматів).
Загалом у Парку диких тварин у Порт-Лімпн живе близько 90 рідкісних видів тварин та видів, які перебувають під загрозою зникнення (тут відбувається їх розведення), і не менше ніж 750 тварин доступні для огляду відвідувачами. Зоопарк у Порт-Лімпн став притулком для найбільшого стада чорних носорогів поза межами Африки, їхнього природного ареалу. Також тут розташований «Палац мавп» — найбільший у світі мавпятник (у ньому живе родинна група горил. Серед інших тварин, що живуть у парку — Propithecus coronatus, чепрачні тапіри, берберійські леви, строкаті вовки та багато інших. Носороги й колобуси мешкають у загорожах під відкритим повітрям, тож відвідувачі зоопарку можуть скористатися спеціально облаштованим транспортом для об'їзду парку, аби побачити цих тварин, а також жирафів, зебр, оленів і гну.

## Галерея

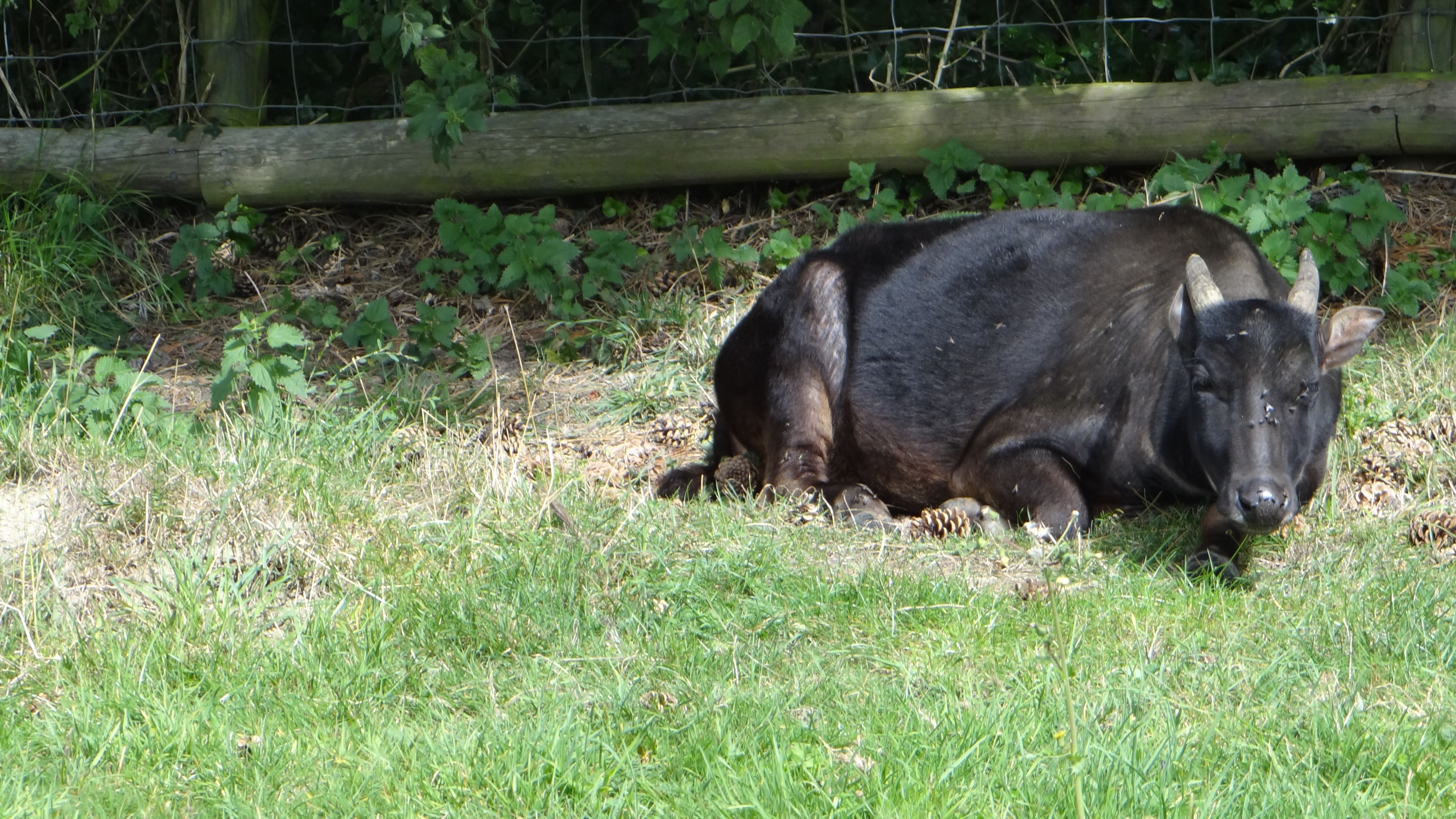
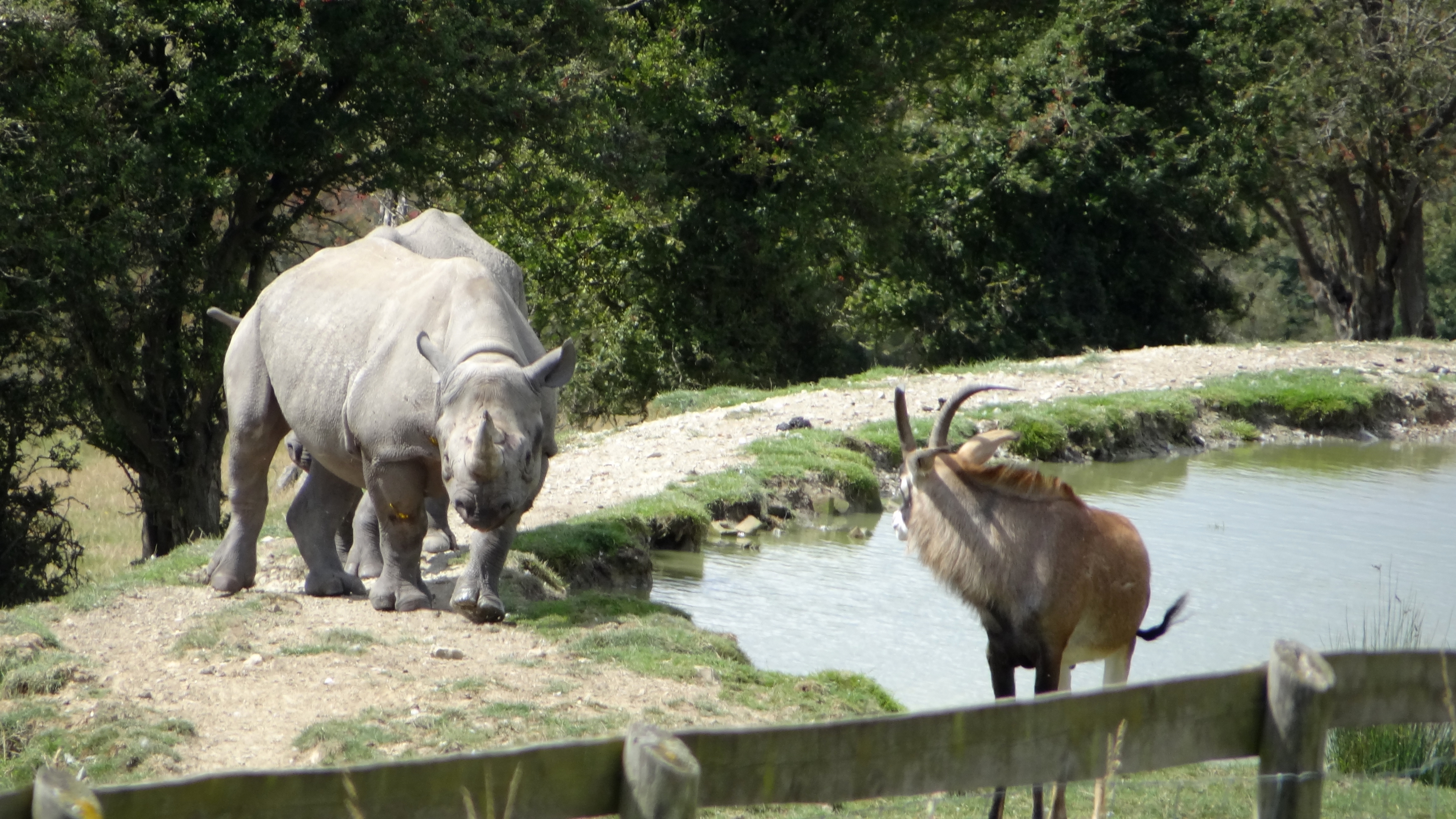
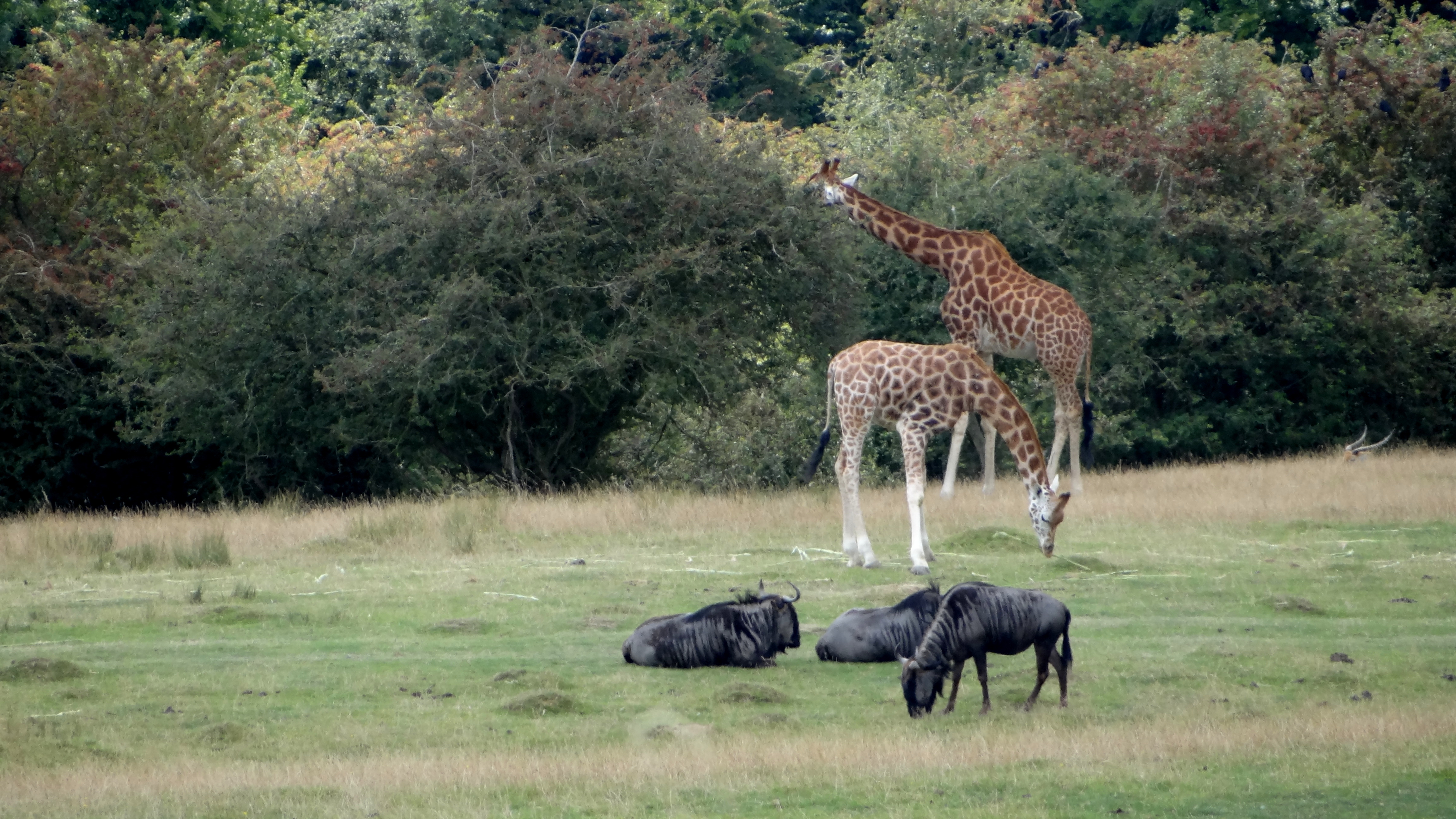
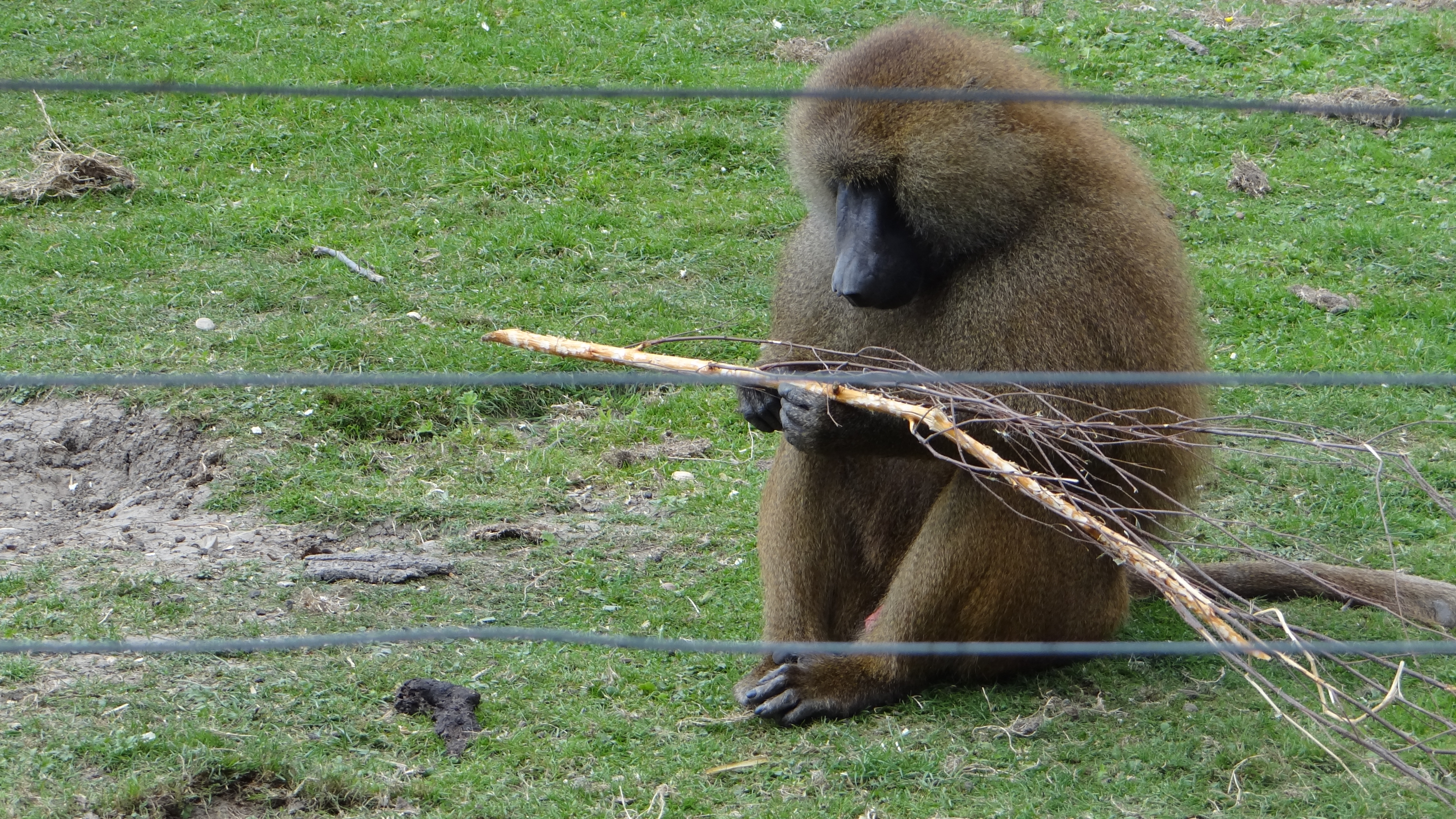
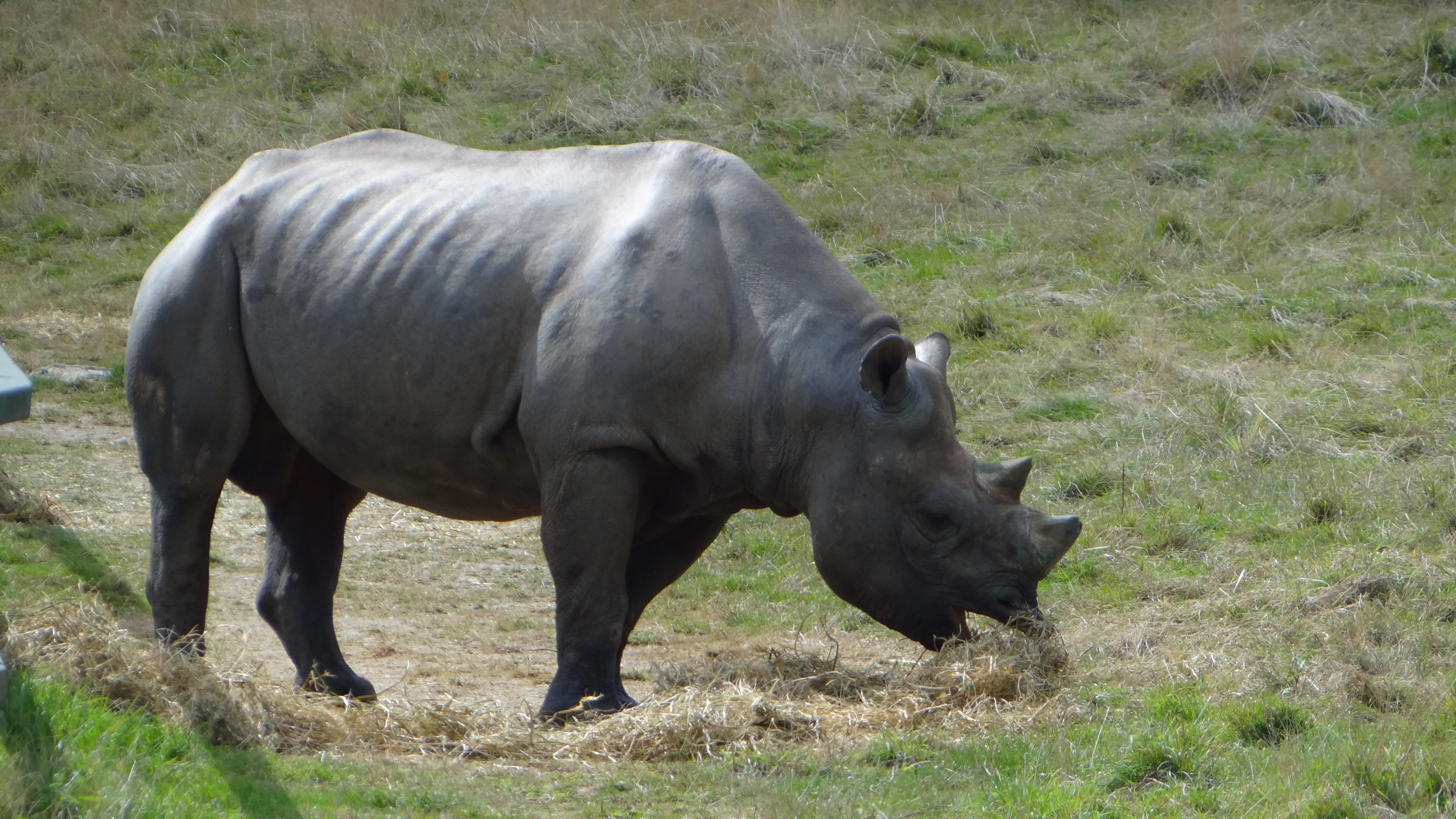